# Assemblée parlementaire franco-allemande
Pour les articles homonymes, voir Assemblée parlementaire.
 (novembre 2022).
Si vous disposez d'ouvrages ou d'articles de référence ou si vous connaissez des sites web de qualité traitant du thème abordé ici, merci de compléter l'article en donnant les références utiles à sa vérifiabilité et en les liant à la section « Notes et références ».
L'Assemblée parlementaire franco-allemande (en allemand Deutsch-Französische Parlamentarische Versammlung) est une institution binationale entre la France et l'Allemagne, les deux plus puissants États membres de l'Union européenne, instituée par l'Accord parlementaire franco-allemand du 25 mars 2019.
Cet accord est l'aboutissement des travaux du groupe de travail franco-allemand créé à l'occasion du 55e anniversaire du traité de l'Élysée le 22 janvier 2018. Composé de neuf députés français et neuf députés allemands, il a présenté son projet d'accord le 14 novembre 2018. L'Assemblée nationale côté français et le Bundestag côté allemand ont respectivement adopté une proposition de résolution et un texte relatifs à la coopération parlementaire franco-allemande le 11 mars 2019 et le 20 mars 2019. L'accord est signé le 25 mars 2019 par les présidents des deux chambres.
L'Assemblée est chargée de veiller à la mise en œuvre des dispositions du traité d'Aix-la-Chapelle, d'élaborer des propositions visant à institutionnaliser la coopération franco-allemande, notamment à l'échelle transfrontalière, ainsi que de promouvoir la mise en œuvre conjointe des directives européennes.
Elle est composée de 50 députés de l'Assemblée nationale et de 50 députés du Bundestag, qui se réunissent au moins deux fois par an selon le Règlement de l'APFA, alternativement en France et en Allemagne. La composition de l'APFA doit tenir compte de l'ensemble des groupes politiques des deux parlements et des relations de majorité.  
Elle est co-présidée par Yaël Braun-Pivet (présidente de l'Assemblée nationale) et Bärbel Bas (présidente du Bundestag).

## Histoire
La réunion constitutive de l’APFA s’est tenue à l’Assemblée nationale à Paris le 25 mars 2019, sous la présidence de Richard Ferrand, président de l'Assemblée nationale, et de Wolfgang Schäuble, président du Bundestag allemand. Ce même jour, l’Assemblée a élu son Bureau et a procédé à l’audition de Nathalie Loiseau, alors secrétaire d'État aux Affaires européennes auprès du ministre de l'Europe et des Affaires étrangères, et de Michael Roth, secrétaire d'État allemand aux Affaires européennes.

## Séances plénières
L'Assemblée se réunit alternativement en France et en Allemagne, au moins 2 fois par an :  
- 25 mars 2019 à Paris
- 23 septembre 2019 à Berlin
- 5-6 février 2020 à Strasbourg
- 28 mai 2020 (en visioconférence)
- 17 juin 2020 (en visioconférence)
- 21-22 septembre 2020 (en visioconférence)
- 22 janvier 2021 (en visioconférence)
- 19 mai 2021 (en visioconférence)
- 28 juin 2021 (en visioconférence)
- 21 février 2022 à Paris
- 7 novembre 2022 à Berlin
- 22 mai 2023 à Strasbourg
- 4 décembre 2023 à Bonn
- 24 juin 2024 à Paris
- 16 juin 2025 à Paris

## Mission
Dans le cadre de l’accord parlementaire franco-allemand du 25 mars 2019, l'Assemblée parlementaire franco-allemande a pour mission de : 
- Veiller à l’application du traité de l'Élysée sur la coopération franco-allemande du 22 janvier 1963 et du traité d'Aix-la-Chapelle sur la coopération et l’intégration franco-allemandes du 22 janvier 2019 ;
- Veiller à la mise en œuvre et à l'évaluation des projets découlant de ces derniers ;
- Accompagner les activités des Conseils des ministres franco-allemand et du Conseil franco-allemand de défense et de sécurité ;
- Assurer le suivi des questions européennes et internationales d'intérêt commun, y compris celles concernant la politique étrangère, de sécurité et de défense européenne commune ;
- Travailler à la convergence des droits français et allemand et au renforcement global des relations franco-allemandes ;
- Développer des propositions concrètes sur les questions transfrontalières ;
- Promouvoir la mise en œuvre commune des directives européennes.

L'Assemblée parlementaire peut adopter des délibérations et des propositions de résolution commune soumises à l’Assemblée nationale et au Bundestag allemand, dans les mêmes termes. Elle ne dispose pas d'un budget propre.
Elle doit se réunir au moins deux fois par an, publiquement et en principe alternativement en France et en Allemagne.

## Fonctionnement

### Bureau de l'APFA
Les membres du bureau sont élus par l’Assemblée sur proposition des groupes politiques.
Le bureau est composé d’un nombre égal de députés de l’Assemblée nationale et du Bundestag allemand, actuellement 10 de chaque chambre.
Tous les groupes politiques y disposent d’au moins un siège, et les voix sont pondérées de manière à représenter les effectifs des groupes politiques et des majorités nationales.
Le bureau est présidé par un membre de l’Assemblée nationale et par un membre du Bundestag allemand, actuellement Christophe Arend (LaREM) et Andreas Jung (CDU/CSU). Ces derniers ont respectivement été élus lors de la plénière des 5 et 6 février 2020 et de la plénière du 25 mars 2019.
Le bureau a un rôle organisationnel, décisionnel et de contrôle. Il est chargé de :
- préparer les réunions de l’Assemblée (examen des propositions déposées et des amendements, établissement d’un ordre du jour en tenant compte des propositions des commissions des parlements nationaux, organisation des discussions et débats) ;
- transmettre aux membres de l’Assemblée un relevé de ses délibérations ;
- fixer les modalités de réunion et de vote ;
- veiller à la mise en œuvre des textes adoptés par l’APFA avec les commissions de l’Assemblée nationale et du Bundestag allemand ;
- suivre la coordination de la coopération parlementaire franco-allemande ;
- transmettre à l’Assemblée nationale et au Bundestag allemand un rapport annuel sur les relations parlementaires franco-allemandes, soumis à l’approbation de l’Assemblée.

Le bureau se réunit en principe alternativement en Allemagne et en France.

### Groupes de travail
Conformément au règlement intérieur de l’APFA, l'Assemblée peut créer des groupes de travail sur proposition du bureau. Ces groupes de travail ont pour mission de suivre les activités de la France et de l'Allemagne dans des domaines ciblés, de développer de nouveaux projets et initiatives et de les proposer aux deux gouvernements pour mise en œuvre. À cette fin, les groupes de travail organisent des discussions techniques sur les sujets traités et auditionnent des experts des deux pays. En principe, les réunions des groupes de travail doivent se tenir alternativement en France et en Allemagne. Leurs résultats sont présentés et approuvés par l’Assemblée. Depuis la création de l’APFA, cinq groupes de travail ont été mis en place, dont un a rendu ses conclusions.

#### Groupe de travail sur les innovations de rupture et l'intelligence artificielle (GTIA)
Le GT IA a été instauré le 23 septembre 2019. Il était coordonné par la députée française Christine Hennion et la députée allemande Dr. Anna Christmann. L'objectif du groupe de travail était de faire le point sur les activités communes de l'Allemagne et de la France dans ce domaine, de développer des stratégies communes et des mesures concrètes pour les mettre en œuvre. Lors de la cinquième réunion de l’APFA, le 22 janvier 2021, le groupe de travail a présenté ses résultats sous la forme d'un projet de résolution intitulé : "Sortir de la crise par l'innovation : vers une Union européenne de l'innovation".

#### Groupe de travail sur l'harmonisation du droit français et du droit allemand des affaires et des faillites (GT HDAF)
Le GT HDAF a été instauré le 6 février 2020. Il est coordonné par la députée française Liliana Tanguy et le député allemand Prof. Dr. Heribert Hirte. Le GT développe des propositions pour une harmonisation du droit des affaires et de l'insolvabilité entre les deux pays et identifie les éventuelles lacunes existantes dans ces domaines du droit.

#### Groupe de travail sur le Pacte vert pour l’Europe (GT Pacte Vert)
Le GT Pacte Vert a été instauré le 6 février 2020. Il est coordonné par le député français Alexandre Holroyd et la députée allemande Dr. Barbara Hendricks. Le groupe de travail élabore des réflexions communes sur les objectifs internationaux, européens et nationaux en matière de protection du climat, et en particulier de l'élaboration de propositions de concrétisation du Pacte Vert pour l’Europe et de sa mise en œuvre.

#### Groupe de travail sur la migration, l'asile et l'intégration (GT MAI)
Le GT MAI a été créé le 22 septembre 2020. Il est coordonné par le député français Ludovic Mendes et la députée allemande Aydan Özoğuz. L’objectif du GT est de faciliter l'échange d'expériences dans ce domaine, ainsi que de définir les défis et obstacles concrets, de développer des propositions de solutions et de promouvoir des initiatives communes.

#### Groupe de travail sur la politique étrangère et de défense (GT PED)
Le GT PED a été instauré le 22 septembre 2020. Il est coordonné par la députée française Natalia Pouzyreff et le député allemand Henning Otte. Il vise non seulement à approfondir le dialogue bilatéral et la compréhension des enjeux nationaux et communs en matière de politique étrangère et de défense, mais aussi à élargir la coopération politique et militaire concrète des deux pays dans le contexte européen.

### Textes adoptés
L’Assemblée examine les propositions ainsi que les rapports ou documents destinés à son information, et peut débattre de sujets déterminés par le bureau.
Les propositions examinées par l’Assemblée peuvent faire l’objet d’amendements discutés et mis aux voix en séance plénière. Ces amendements doivent être présentés conjointement par au moins un membre du bureau de chaque parlement, ou par au moins trois membres titulaires de l’APFA de chaque assemblée.
L’Assemblée peut adopter des délibérations et soumettre des propositions de résolution commune à l’Assemblée nationale et au Bundestag allemand. Ces textes doivent être signés conjointement par au moins un membre du bureau de chaque parlement, ou par au moins trois membres titulaires de l’Assemblée de chaque parlement.
Depuis sa création, l’APFA a adopté 6 délibérations et 6 propositions de résolution commune.

#### Propositions de résolution commune
- "Une amitié franco-allemande dynamique et tournée vers l’avenir, au service de l’Europe : pour une mise en œuvre rapide et ambitieuse du Traité d’Aix-la-Chapelle", adoptée le 23 septembre 2019 ;
- "Donner des impulsions franco-allemandes à l’Union économique et monétaire - Renforcer ensemble l’Europe", adoptée le 22 septembre 2020 ;
- "Ensemble contre la pandémie de coronavirus - Renforcer la coopération franco-allemande dans la lutte contre la pandémie pour tracer la voie d’une Union européenne de la santé", adoptée le 22 septembre 2020 ;
- "Développement de la ligne ferroviaire Paris-Berlin", adoptée le 22 septembre 2020
- "Plus forts ensemble pour sortir de la crise du coronavirus - Impulsions franco-allemande au sortir de la pandémie", adoptée le 22 janvier 2021;
- "Sortir de la crise par l’innovation : en route vers l’Union européenne de l’innovation", adoptée le 22 janvier 2021.

#### Délibérations
- 5 délibérations instituant les groupes de travail, la première le 23 septembre 2019 (GTIA), les deux suivantes le 6 février 2020 (GT HDAF, GT Pacte Vert) et les deux dernières le 22 septembre 2020 (GT MAI, GT PED) ;
- "Délibération relative à une réunion conjointe de la commission du développement durable et de l’aménagement du territoire de l’Assemblée nationale et de la commission des transports et des infrastructures numériques du Bundestag allemand", adoptée le 6 février 2020.

L’APFA a également adopté son rapport annuel pour l’année 2019 lors de la séance plénière des 21 et 22 septembre 2020[pertinence contestée].
Le 6 avril 2020, les deux présidents du bureau Christophe Arend et Andreas Jung ont cosigné une déclaration commune intitulée "Ensemble contre le coronavirus ! Une initiative franco-allemande pour l’Europe".  

## Composition
L'Assemblée comprend 100 membres : 50 députés issus des groupes parlementaires de l'Assemblée nationale française et 50 députés issus des groupes politiques du Bundestag allemand.
|                                        |                                        |                                        |                                                     |                                                     |                                                     |
| Portrait                               | Nom                                    | Groupe                                 | Portrait                                            | Nom                                                 | Groupe                                              |
| Allemagne 21e législature du Bundestag | Allemagne 21e législature du Bundestag | Allemagne 21e législature du Bundestag | France XVIIe législature de la Cinquième République | France XVIIe législature de la Cinquième République | France XVIIe législature de la Cinquième République |
| Présidentes                            |                                        |                                        |                                                     |                                                     |                                                     |
|                                        | Julia Klöckner                         | CDU                                    |                                                     | Yaël Braun-Pivet                                    | RE                                                  |
| Présidents du Bureau                   |                                        |                                        |                                                     |                                                     |                                                     |
|                                        | Andreas Jung                           | CDU                                    |                                                     | Brigitte Klinkert                                   | RE                                                  |
| Membres du Bureau                      |                                        |                                        |                                                     |                                                     |                                                     |
|                                        | Alexander Arpaschi                     | AfD                                    |                                                     | Matthieu Bloch                                      | UDR                                                 |
|                                        | Yannick Bury                           | CDU                                    |                                                     | Jean-François Coulomme                              | LFI-NFP                                             |
|                                        | Jeanne Dillschneider                   | Grünen                                 |                                                     | Michel Guiniot                                      | RN                                                  |
|                                        | Vinzenz Glaser                         | Die Linke                              |                                                     | Michel Herbillon                                    | DR                                                  |
|                                        | Angelika Glöckner                      | SPD                                    |                                                     | Harold Huwart                                       | LIOT                                                |
|                                        | Malte Kaufmann                         | AfD                                    |                                                     | Benjamin Lucas-Lundy                                | ECOS                                                |
|                                        | Iris Nieland                           | AfD                                    |                                                     | Frédéric Petit                                      | DEM                                                 |
|                                        | Thomas Silberhorn                      | CDU                                    |                                                     | Pierre Pribetich                                    | SOC                                                 |
|                                        | Roland Theis                           | CDU                                    |                                                     | Nicolas Sansu                                       | GDR                                                 |
|                                        | Armand Zorn                            | SPD                                    |                                                     | Vincent Thiébaut                                    | HOR                                                 |

|                                        |                                        |                                        |                                                    |                                                    |                                                    |
| Portrait                               | Nom                                    | Groupe                                 | Portrait                                           | Nom                                                | Groupe                                             |
| Allemagne 20e législature du Bundestag | Allemagne 20e législature du Bundestag | Allemagne 20e législature du Bundestag | France XVIe législature de la Cinquième République | France XVIe législature de la Cinquième République | France XVIe législature de la Cinquième République |
| Présidentes                            |                                        |                                        |                                                    |                                                    |                                                    |
|                                        | Bärbel Bas                             | SPD                                    |                                                    | Yaël Braun-Pivet                                   | RE                                                 |
| Présidents du Bureau                   |                                        |                                        |                                                    |                                                    |                                                    |
|                                        | Nils Schmid                            | SPD                                    |                                                    | Brigitte Klinkert                                  | RE                                                 |
| Membres du Bureau                      |                                        |                                        |                                                    |                                                    |                                                    |
|                                        | Klaus Ernst                            | Die Linke                              |                                                    | André Chassaigne                                   | GDR                                                |
|                                        | Angelika Glöckner                      | SPD                                    |                                                    | Roger Chudeau                                      | RN                                                 |
|                                        | Norbert Kleinwächter                   | AfD                                    |                                                    | Hadrien Clouet                                     | LFI                                                |
|                                        | Chantal Kopf                           | B’90/Grüne                             |                                                    | Patrick Hetzel                                     | LR                                                 |
|                                        | Laura Kraft                            | B’90/Grüne                             |                                                    | Christophe Naegelen                                | LIOT                                               |
|                                        | Armin Laschet                          | CDU/CSU                                |                                                    | Valérie Rabault                                    | SOC                                                |
|                                        | Volker Ullrich                         | CDU/CSU                                |                                                    | Sandra Regol                                       | ECO                                                |
|                                        | Sandra Weeser                          | FDP                                    |                                                    | Vincent Thiébaut                                   | HOR                                                |
| Membres                                |                                        |                                        |                                                    |                                                    |                                                    |
|                                        | Christine Aschenberg-Dugnus            | FDP                                    |                                                    | Sabine Thillaye                                    | DEM                                                |
|                                        | Felix Banaszak                         | B’90/Grüne                             |                                                    | Antoine Armand                                     | RE                                                 |
|                                        | Reinhard Brandl                        | CDU/CSU                                |                                                    | Mounir Belhamiti                                   | RE                                                 |
|                                        | Yannick Bury                           | CDU/CSU                                |                                                    | Alexis Corbière                                    | LFI                                                |
|                                        | Carl-Julius Cronenberg                 | FDP                                    |                                                    | Jean-François Coulomme                             | LFI                                                |
|                                        | Karamba Diaby                          | SPD                                    |                                                    | Annick Cousin                                      | RN                                                 |
|                                        | Catarina dos Santos-Wintz              | CDU/CSU                                |                                                    | Pierre-Henri Dumont                                | LR                                                 |
|                                        | Harald Ebner                           | B’90/Grüne                             |                                                    | Christine Engrand                                  | RN                                                 |
|                                        | Martin Erwin Renner                    | AfD                                    |                                                    | Philippe Fait                                      | RE                                                 |
|                                        | Thomas Gebhart                         | CDU/CSU                                |                                                    | Emmanuel Fernandes                                 | LFI                                                |
|                                        | Michael Georg Link                     | FDP                                    |                                                    | Charles Fournier                                   | ECO                                                |
|                                        | Markus Grübel                          | CDU/CSU                                |                                                    | Jean-Jacques Gaultier                              | LR                                                 |
|                                        | Sebastian Hartmann                     | SPD                                    |                                                    | Éric Girardin                                      | RE                                                 |
|                                        | Nicole Höchst                          | AfD                                    |                                                    | Joël Giraud                                        | RE                                                 |
|                                        | Christoph Hoffmann                     | FDP                                    |                                                    | Philippe Gosselin                                  | LR                                                 |
|                                        | Anton Hofreiter                        | B’90/Grüne                             |                                                    | Michel Herbillon                                   | LR                                                 |
|                                        | Andreas Jung                           | CDU/CSU                                |                                                    | Alexandre Holroyd                                  | RE                                                 |
|                                        | Malte Kaufmann                         | AfD                                    |                                                    | Laurent Jacobelli                                  | RN                                                 |
|                                        | Gunther Krichbaum                      | CDU/CSU                                |                                                    | Sébastien Jumel                                    | GDR                                                |
|                                        | Patricia Lips                          | CDU/CSU                                |                                                    | Stéphanie Kochert                                  | HOR                                                |
|                                        | Amira Mohamed Ali                      | Die Linke                              |                                                    | Emmanuel Lacresse                                  | RE                                                 |
|                                        | Claudia Moll                           | SPD                                    |                                                    | Constance Le Grip                                  | RE                                                 |
|                                        | Sara Nanni                             | B’90/Grüne                             |                                                    | Didier Lemaire                                     | HOR                                                |
|                                        | Henning Otte                           | CDU/CSU                                |                                                    | Delphine Lingemann                                 | DEM                                                |
|                                        | Aydan Özoğuz                           | SPD                                    |                                                    | Alexandre Loubet                                   | RN                                                 |
|                                        | Christian Petry                        | SPD                                    |                                                    | Sylvain Maillard                                   | RE                                                 |
|                                        | Michael Roth                           | SPD                                    |                                                    | Matthieu Marchio                                   | RN                                                 |
|                                        | Peggy Schierenbeck                     | SPD                                    |                                                    | Joëlle Mélin                                       | RN                                                 |
|                                        | Lina Seitzl                            | SPD                                    |                                                    | Danièle Obono                                      | LFI                                                |
|                                        | Melis Sekmen                           | B’90/Grüne                             |                                                    | Hubert Ott                                         | DEM                                                |
|                                        | Till Steffen                           | B’90/Grüne                             |                                                    | Frédéric Petit                                     | DEM                                                |
|                                        | Diana Stöcker                          | CDU/CSU                                |                                                    | Kévin Pfeffer                                      | RN                                                 |
|                                        | Markus Uhl                             | CDU/CSU                                |                                                    | Anna Pic                                           | SOC                                                |
|                                        | Matthias W. Birkwald                   | die Linke                              |                                                    | Thomas Portes                                      | LFI                                                |
|                                        | Anja Weisgerber                        | CDU/CSU                                |                                                    | Natalia Pouzyreff                                  | RE                                                 |
|                                        | Nicole Westig                          | FDP                                    |                                                    | Charles Sitzenstuhl                                | RE                                                 |
|                                        | Harald Weyel                           | AfD                                    |                                                    | Ersilia Soudais                                    | LFI                                                |
|                                        | Gülistan Yüksel                        | SPD                                    |                                                    | Liliana Tanguy                                     | RE                                                 |
|                                        | Armand Zorn                            | SPD                                    |                                                    | Cécile Untermaier                                  | SOC                                                |
|                                        |                                        |                                        |                                                    | Éric Woerth                                        | RE                                                 |

| Portrait             | Nom                                                         | groupe politique   | Portrait         | Nom                                                                 | groupe politique |
| Membres allemands,   | Membres allemands,                                          | Membres allemands, | Membres français | Membres français                                                    | Membres français |
| Présidents           | Présidents                                                  | Présidents         | Présidents       | Présidents                                                          | Présidents       |
| -------------------- | ----------------------------------------------------------- | ------------------ | ---------------- | ------------------------------------------------------------------- | ---------------- |
|                      | Wolfgang Schäuble                                           | CDU/CSU            |                  | Richard Ferrand                                                     | REM              |
| Présidents du Bureau |                                                             |                    |                  |                                                                     |                  |
|                      | Andreas Jung (de)                                           | CDU/CSU            |                  | Christophe Arend                                                    | REM              |
| Membres du Bureau    |                                                             |                    |                  |                                                                     |                  |
|                      | Reinhard Brandl                                             | CDU/CSU            |                  | André Chassaigne                                                    | GDR              |
|                      | Franziska Brantner                                          | B’90/Grüne         |                  | Jean-Michel Clément                                                 | LT               |
|                      | Fabio De Masi                                               | Die Linke          |                  | Antoine Herth                                                       | UDI              |
|                      | Angelika Glöckner                                           | SPD                |                  | Patrick Hetzel                                                      | LR               |
|                      | Norbert Kleinwächter                                        | AfD                |                  | Danièle Obono                                                       | FI               |
|                      | Michael Georg Link                                          | FDP                |                  | Cécile Untermaier                                                   | SOC              |
|                      | Natalia Pouzyreff                                           | REM                |                  | Sylvain Waserman                                                    | MoDem            |
|                      | Nils Schmid (à partir du 21 septembre 2020)                 | SPD                |                  | Fréféric Petit (à partir du 21 septembre 2020)                      | MoDem            |
|                      | Markus Uhl (à partir du 21 septembre 2020)                  | CDU/CSU            |                  | Christophe Naegelen (à partir du 21 septembre 2020)                 | UDI              |
| Membres              |                                                             |                    |                  |                                                                     |                  |
|                      | Christine Aschenberg-Dugnus                                 | FDP                |                  | Antoine Armand                                                      | REM              |
|                      | Nezahat Baradari                                            | SPD                |                  | Pieyre-Alexandre Anglade                                            | REM              |
|                      | Danyal Bayaz                                                | B’90/Grüne         |                  | Christophe Arend                                                    | REM              |
|                      | Nicola Beer                                                 | FDP                |                  | Jean-Louis Bourlanges                                               | MoDem            |
|                      | Matthias W. Birkwald                                        | Die Linke          |                  | Jean-Jacques Bridey                                                 | REM              |
|                      | Anna Christmann                                             | B’90/Grüne         |                  | Pascal Brindeau                                                     | UDI              |
|                      | Sevim Dağdelen                                              | Die Linke          |                  | Fabienne Colboc                                                     | REM              |
|                      | Karamba Diaby                                               | SPD                |                  | Yolaine de Courson                                                  | REM              |
|                      | Harald Ebner                                                | B’90/Grüne         |                  | Marc Delatte                                                        | REM              |
|                      | Berengar Elsner von Gronow                                  | AfD                |                  | Marguerite Deprez-Audebert                                          | MoDem            |
|                      | Ursula Groden-Kranich                                       | CDU/CSU            |                  | Pierre-Henri Dumont                                                 | LR               |
|                      | Markus Grübel                                               | CDU/CSU            |                  | Pascale Fontenel-Personne                                           | REM              |
|                      | Armin-Paul Hampel                                           | AfD                |                  | Jean-Jacques Gaultier                                               | LR               |
|                      | Sebastian Hartmann                                          | SPD                |                  | Éric Girardin                                                       | REM              |
|                      | Martin Hebner                                               | AfD                |                  | Joël Giraud                                                         | REM              |
|                      | Gabriela Heinrich                                           | SPD                |                  | Carole Grandjean                                                    | REM              |
|                      | Heribert Hirte                                              | CDU/CSU            |                  | Christine Hennion                                                   | REM              |
|                      | Katja Keul                                                  | B’90/Grüne         |                  | Michel Herbillon                                                    | LR               |
|                      | Roderich Kiesewetter                                        | CDU/CSU            |                  | Alexandre Holroyd                                                   | REM              |
|                      | Günther Krichbaum                                           | CDU/CSU            |                  | Marietta Karamanli                                                  | SOC              |
|                      | Rüdiger Kruse                                               | CDU/CSU            |                  | Constance Le Grip                                                   | LR               |
|                      | Kirsten Lühmann                                             | SPD                |                  | Martine Leguille-Balloy                                             | REM              |
|                      | Oliver Luksic                                               | FDP                |                  | Gérard Menuel                                                       | LR               |
|                      | Matern von Marschall                                        | CDU/CSU            |                  | Thierry Michels                                                     | REM              |
|                      | Elisabeth Motschmann                                        | CDU/CSU            |                  | Jean-Michel Mis                                                     | REM              |
|                      | Henning Otte                                                | CDU/CSU            |                  | Sandrine Mörch                                                      | REM              |
|                      | Christian Petry                                             | SPD                |                  | Christophe Naegelen (Devient membre du bureau le 21 septembre 2020) | UDI              |
|                      | Joachim Pfeiffer                                            | CDU/CSU            |                  | Catherine Osson                                                     | REM              |
|                      | Tobias Pflüger                                              | Die Linke          |                  | Frédéric Petit (Devient membre du bureau le 21 septembre 2020)      | MoDem            |
|                      | Martin Renner                                               | AfD                |                  | Isabelle Rauch                                                      | REM              |
|                      | Stefan Ruppert                                              | FDP                |                  | Laurent Saint-Martin                                                | REM              |
|                      | Nils Schmid (Devient membre du bureau le 21 septembre 2020) | SPD                |                  | Laëtitia Saint-Paul                                                 | REM              |
|                      | Patrick Schnieder                                           | CDU/CSU            |                  | Raphaël Schellenberger                                              | LR               |
|                      | Katrin Staffler                                             | CDU/CSU            |                  | Éric Straumann                                                      | LR               |
|                      | Carsten Träger                                              | SPD                |                  | Bruno Studer                                                        | REM              |
|                      | Markus Uhl (Devient membre du bureau le 21 septembre 2020)  | CDU/CSU            |                  | Liliana Tanguy                                                      | REM              |
|                      | Volker Ullrich                                              | CDU/CSU            |                  | Jean-Louis Thiériot                                                 | LR               |
|                      | Sandra Weeser                                               | FDP                |                  | Alice Thourot                                                       | REM              |
|                      | Harald Weyel                                                | AfD                |                  | Michèle Victory                                                     | SOC              |
|                      | Gülistan Yüksel                                             | SPD                |                  | Éric Woerth                                                         | LR               |
|                      | Sabine Zimmermann                                           | Die Linke          |                  | Martine Wonner                                                      | LT               |

## L'APFA dans les médias
(mai 2023).
Retrouver l'APFA dans les médias français et allemands : 
- "Amitié franco-allemande : des mémoires divisées, mais un avenir commun !" - Ouest France, 17 janvier 2021[17].
- "Assemblée parlementaire franco-allemande : quelles avancées deux ans après la signature du Traité d’Aix-la-Chapelle ?" - Euractiv, 22 janvier 2021[18].
- "Pandémie : les députés franco-allemands en croisade contre les fermetures de frontières" - Les Echos, 21 janvier 2021[19].
- "L'Assemblée parlementaire franco-allemande, une nouvelle dimension du partenariat franco-allemand" - IFRI, 31 juillet 2020[20].
- "La première Assemblée parlementaire franco-allemande se réunit ce 25 mars à Paris" - Le Monde, 25 mars 2019[21].
- Il est également fait mention de l'APFA dans Ouest France à l'occasion de la distribution du livre Ada & Zangemann à tous les parlementaires par Gabriel Attal, lors de la séance plénière du 4 décembre à Bonn. Le ministre français de l'Éducation nationale et de la Jeunesse a présenté le livre comme un bel exemple de coopération franco-allemande dans l'éducation car il s'agit d'un livre jeunesse d'origine allemande traduit par plus d'une centaine d'élèves français germanistes dans le cadre d'un projet pédagogique[22].